# Asesinatos de Villisca
Los Asesinatos de Villisca (en inglés: Villisca Axe Murders), fueron unos asesinatos ocurridos la noche del 9 de junio de 1912 en la ciudad de Villisca (Iowa, Estados Unidos) en la que murieron seis miembros de una familia y dos invitados.

## Argumento

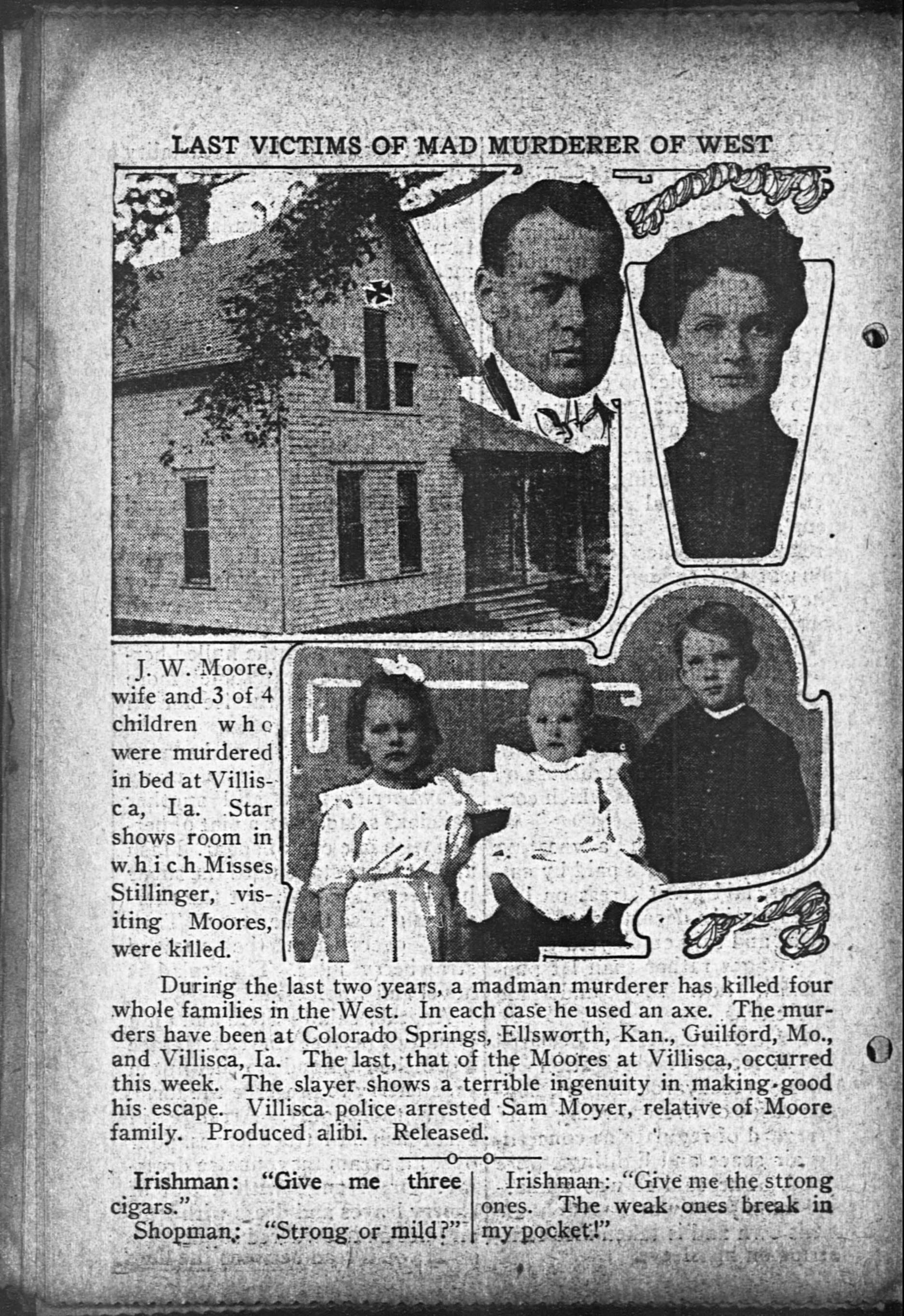
Artículo sobre los asesinatos en un periódico del 14 de junio de 1912.

La familia Moore estaba compuesta por el padre, Josiah (43 años), su esposa Sarah (39 años) y sus cuatro hijos: Herman (11 años), Katherine (10 años), Boyd (7 años) y Paul (5 años). Los Moore eran una familia acomodada, muy conocidos y queridos en Villisca.
El 9 de junio de 1912, Sarah Moore invitó a las amigas de su hija, Ina (8 años) y Lena Stillinger (12 años) a pasar la noche en su casa. Esa tarde, las niñas que se iban a hospedar en su casa y la familia Moore acudieron a la iglesia presbiteriana donde participaron en el programa del Día del Niño, que Sarah Moore había coordinado. Después de que el programa terminara a las 9:30 p. m., los Moore y las hermanas Stillinger caminaron hasta la casa de los Moore, llegando a las 09:45-10 p. m..
A las 7 a. m. del día siguiente, Mary Peckham, vecina de los Moore, empezó a preocuparse después de darse cuenta de que la familia Moore, muy madrugadora, no había realizado las tareas de la mañana. Peckham llamó a la puerta de los Moore, pero nadie respondió, trató de abrir la puerta y descubrió que estaba cerrada con llave. Peckham llamó a Ross Moore, hermano de Josiah. Mary Peckham y Ross Moore, que tenía la llave de la casa, la abrieron y entraron en el dormitorio donde dormían Ina y Lena Stilinger, donde las encontraron en la cama con la cabeza partida a causa del corte de un hacha. Moore inmediatamente llamó a Hank Horton, el jefe de la policía de Villisca, que llegó poco después. Registró la casa encontrando que toda la familia Moore y las dos niñas Stillinger habían sido golpeados hasta la muerte. El arma homicida, un hacha perteneciente a Josiah, fue encontrada en la habitación de invitados, donde se encontraban las hermanas Stillinger.
Los médicos llegaron a la conclusión de que los asesinatos habían tenido lugar poco después de la medianoche. El asesino, o los asesinos, comenzaron en el dormitorio principal, donde Josiah y Sarah Moore dormían. Josiah recibió más golpes del hacha que el resto de las víctimas, recibió tantos golpes en la cabeza que sus ojos habían desaparecido. El asesino, a continuación, entró en las habitaciones de los niños y golpeó a Herman, Katherine, Boyd y Paul en la cabeza de la misma manera que sus padres. Después, bajó a la planta inferior, al dormitorio de invitados y mató a Ina y Lena. Tras acabar la masacre, cubrió todos los espejos de la casa y huyó, dejando el hacha en el último dormitorio. 
Los investigadores creen que todas las víctimas, excepto Lena Stillinger, estaban durmiendo en el momento de los ataques. Los investigadores también creen que Lena intentó defenderse ya que se encontraba tumbada transversalmente en la cama y tenía una herida defensiva en el brazo. Además, Lena fue encontrada con su camisón largo empujado hasta la cintura (no llevaba ropa interior), lo que lleva a la especulación de que el asesino la abusó sexualmente o al menos lo intentó.

## Investigación
A lo largo de la investigación, surgieron muchos sospechosos posibles, incluyendo el reverendo George Kelly, Frank F. Jones, William Mansfield, Loving Mitchell y Henry Lee Moore. George Kelly fue juzgado dos veces por el asesinato. En la primera ocasión terminó con el desacuerdo del jurado, mientras que el segundo juicio terminó en un veredicto de no culpable. Otros sospechosos en la investigación también fueron exonerados.

### Andrew Sawyer
De acuerdo con Thomas Dyer de Burlington, Iowa, un capataz de puente y martinete para el ferrocarril Burlington SA, Andy Sawyer, se acercó a su equipo en Creston a las 6:00 a. m. de la mañana, cuando se descubrieron los asesinatos. El Sr. Sawyer iba bien afeitado y vestido con un traje marrón cuando llegó. Sus zapatos estaban cubiertos de lodo y sus pantalones estaban mojados casi hasta las rodillas. Preguntó por un empleo y el Sr. Dyer necesitaba un hombre extra por lo que le dio un puesto de trabajo en el lugar.
El Sr. Dyer declaró después de esa noche, que cuando el equipo alcanzó la Fontenelle, Iowa, Sawyer compró un periódico. El periódico publicaba en la portada los asesinatos de Villisca y según Dyer, Sawyer "estaba mucho más interesado en el artículo". Los compañeros de Dyer se quejaban de que Sawyer dormía con la ropa puesta y de que estaba ansioso por estar solo. También estaban incómodos con el hecho de que Sawyer se acostaba con su hacha y de que a menudo hablaba de los asesinatos de Villisca y de si el asesino había sido ya detenido.
Aparentemente Sawyer le contó que había estado en Villisca la noche del domingo y había oído hablar de los asesinatos y tenía miedo de que le pudieran considerar sospechoso y por eso se fue y se presentó en Creston. Dyer sospechó de él y lo entregó al alguacil el 18 de junio de 1912.
Antes de que el sheriff llegara, Dyer declaró que caminaba detrás de Sawyer y él se frotaba la cabeza con ambas manos y de repente se levantó y dijo para sí: "Voy a cortar la maldición del dios" a la vez que hizo movimientos sorprendentes con el hacha y comenzó a golpear las pilas frente a él.
Dyer Jr. también declaró que un día en el que el equipo atravesaba Villisca, Sawyer le dijo que le iba a mostrar por donde el hombre que mató a la familia Moore salió de la ciudad. Dijo que el hombre que cometió los asesinatos saltó sobre una caja de estiércol que señaló a una manzana y media y luego le mostró donde cruzó la vía del tren en la que había huellas en la tierra húmeda al norte del terraplén. Entonces él le dijo que buscara en el otro lado de un vagón y que me iba a mostrar un viejo árbol en el que dijo que el asesino entró en el arroyo.
Según Dyer Jr., miró y vio un árbol al sur de la pista como a cuatro cuadras de distancia. Sawyer, sin embargo, al parecer fue descartado como sospechoso en el caso, cuando se descubrió que era capaz de demostrar que había estado en Osceola, en la noche de los asesinatos. Había sido arrestado por vagancia y el sheriff de Osceola recuerda haberlo dejado en un tren aproximadamente sobre las 23:00 de la noche.

### Reverendo George Kelly
El reverendo Kelly, sobre el que se decía que estaba un poco desequilibrado y quizás era un pedófilo, era un ministro ambulante que pasó a ser profesor en los servicios del Día del Niño, el 9 de junio, donde la familia Moore asistió a la iglesia. Él y su esposa salieron de la ciudad temprano el 10 de junio, el día en que los cuerpos fueron descubiertos.

### Frank F. Jones
Frank Jones era un residente de Villisca y senador del estado de Illinois. Josiah Moore había trabajado para Frank Jones en su tienda durante muchos años antes de abrir su propia tienda. Se dice que Moore le quitó el negocio a Jones, incluyendo un muy exitoso concesionario John Deere. También se rumorea que Moore tuvo un romance con la hija de Frank Jones, aunque no existían evidencias.

### William Mansfield
Otra teoría era que el senador Frank F. Jones contrató a William "Blackie" Mansfield para que asesinara a la familia Moore. Se cree que Mansfield era un asesino en serie porque mató a su esposa y a su propio hijo con un hacha dos años después de los crímenes Villisca, y se cree que pudo cometer los asesinatos del hacha en Paola, Kansas, cuatro días antes de los crímenes Villisca, y el doble homicidio de Jennie Miller y Jennie Peterson, en Colorado. La ubicaciones de todos estos delitos eran accesibles en tren, y todos los asesinatos se llevaron a cabo exactamente de la misma manera.
Sin embargo, Mansfield fue puesto en libertad después de que un gran jurado especial del condado de Montgomery se negó a acusarlo. Nueve meses antes de los asesinatos en Villisca, otro caso similar de asesinato con hacha ocurrió en Colorado Springs, Colorado. Dos nuevos casos de asesinato con hacha siguieron en Ellsworth y en Paola, Kansas. Todos los casos eran tan similares que la posibilidad de que todos fueron cometidos por la misma persona era imposible de descartar. Otros asesinatos mencionados por ser "vinculados" a estos crímenes incluyen los numerosos asesinatos con hacha aun hoy sin resolver a lo largo del ferrocarril del pacífico meridional durante 1911-1912, los asesinatos "Axeman" no resueltos de Nueva Orleans (El Hachero de Nueva Orleans), así como varios otros asesinatos con hacha durante este período de tiempo.
Según la página web de la Casa del Asesino del Hacha, Mansfield fue también el principal sospechoso de la Agencia de Detectives Burned de Kansas City y del detective James Newton Wilkerson, quien planteó la teoría de que era un adicto a la cocaína y un asesino en serie. Wilkerson también creía a Mansfield el responsable de los asesinatos con hacha de su mujer, su hijo y de sus suegros en Blue Island, Illinois, el 5 de julio de 1914 (dos años después de los asesinatos Villisca), los asesinatos cometidos con hacha en Paola y los asesinatos de Jennie Peterson y Jennie Miller en Aurora, Colorado.
Según la investigación de Wilkerson, todos los asesinatos fueron cometidos precisamente de la misma manera, lo que indica que el mismo hombre los cometió. Wilkerson dijo que podía probar que Mansfield estaba presente en cada uno de estos lugares en la noche de los asesinatos. En cada asesinato, las víctimas fueron asesinadas a hachazos y los espejos en las casas estaban cubiertos. En cada caso, el asesino evitó dejar huellas digitales por el uso de guantes, que Wilkerson creía era fuerte evidencia de que el hombre era Mansfield, ya que conocía que sus huellas estaban en los archivos de la prisión militar federal en Leavenworth.
Wilkerson logró convencer al jurado para abrir una investigación en 1916 y Mansfield fue arrestado y llevado al condado de Montgomery de Kansas City. Los registros de nóminas, sin embargo, presentaron una coartada que puso a Mansfield en Illinois en el momento de los asesinatos Villisca. Fue puesto en libertad por falta de pruebas y más tarde ganó un pleito interpuesto contra Wilkerson y recibió $ 2,225. Wilkerson cree que la presión de Jones dio lugar no sólo a la liberación de Mansfield, sino también en la posterior detención y  juicio del reverendo Kelly.
Sin embargo, un tal señor "RH Thorpe", un propietario de restaurantes de Shenandoah, identificó a Mansfield como el hombre que vio a la mañana siguiente de los asesinatos Villisca a bordo de un tren en Clarinda. Este hombre dijo que había caminado desde Villisca. Si esto queda demostrado se descompone la coartada de Mansfield. Por otra parte, se informó que una tal "señora Vina Thompkins", de Marshalltown, declaró haber escuchado a tres hombres en el bosque planear el asesinato de la familia Moore poco antes de la matanza.

### Henry Lee Moore
Hubo otro hombre sospechoso de ser el asesino del hacha: Henry Lee Moore. También se sospecha que fuera un asesino en serie (a pesar del apellido, no estaba relacionado con la familia Moore), y que también fue condenado por el asesinato de su madre y abuela varios meses después de los asesinatos en Villisca. Su arma preferida era un hacha. Antes y después de los asesinatos en Villisca, se cometieron varios asesinatos con hacha muy similares ya antes mencionados, y todos los casos mostraron sorprendentes similitudes, lo que lleva a la gran posibilidad de que algunos, o todos los crímenes fueron cometidos por un asesino en serie con hacha y, al igual que "Blackie" Mansfield, el asesino Henry Moore también puede ser considerado como un sospechoso en algunos de estos asesinatos. Sin embargo, el caso sigue abierto.

### Sam Moyer
En la investigación, se informó de que Sam Moyer (hermano de Josiah) a menudo amenazó con matar a Josiah Moore. Sin embargo, tras una investigación, la coartada de Moyer lo exoneró del crimen.